# Démon (John Varley)
Pour les articles homonymes, voir Démon.
Démon (titre original : Demon) est un roman de John Varley publié en 1984, troisième volume de la trilogie de Gaïa.